# 陈胜昌
陈胜昌（1964年8月—），江西人，男性，1987年8月参加工作，中共党员，大学学历，中华人民共和国政治人物。

## 生平
陈胜昌曾于2006年至2009年出任中共江西省赣州市会昌县庄口镇党委副书记、镇长，2009年改任文武坝镇镇长，2011年，升任中共周田镇党委书记、兼任同镇人大主席。2014年7月改任任会昌县交通运输局党组书记、局长，四级调研员。因在脱贫攻坚战中作出突出贡献，2021年2月25日全国脱贫攻坚总结表彰大会上，陈胜昌被授予“全国脱贫攻坚先进个人”荣誉称号。